# Биківська сільська рада (Криничанський район)
| Биківська сільська рада — орган місцевого самоврядування у Криничанському районі Дніпропетровської області з адміністративним центром у c. Бикове. Сільській раді підпорядковані населені пункти: - c. Бикове - с. Василівка - с. Водяне |

## Склад ради
Рада складається з 14 депутатів та голови.

## Розташування
Биківська сільська рада розташована в північно-західній частині Криничанського району Дніпропетровської області, за 47 км від районного центру.

## Соціальна сфера
На території селищної ради знаходяться такі об'єкти соціальної сфери:
- Биківська неповна середня загальноосвітня школа;
- Биківський фельдшерсько-акушерський пункт;
- Водянський сільський клуб;
- Биківська сільська бібліотека.